# Lộc Vĩnh
Lộc Vĩnh là một xã thuộc huyện Phú Lộc, thành phố Huế, Việt Nam.

## Địa lý
Xã Lộc Vĩnh có diện tích 33,36 km², dân số năm 2019 là 6.841 người, mật độ dân số đạt 179 người/km².

## Hành chính
Xã Lộc Vĩnh được chia thành 4 thôn: Bình An, Bình An 2 (Gia Mười, Thủy Sản), Cảnh Dương, Phú Hải.

## Lịch sử
Ngày 17 tháng 9 năm 1981, Hội đồng Bộ trưởng ban hành Quyết định số 73-HĐBT về việc thành lập xã Lộc Vĩnh trên cơ sở một phần của xã Lộc Tụ.
Ngày 30 tháng 6 năm 1989, Quốc hội ban hành Nghị quyết về việc chia tỉnh Bình Trị Thiên thành tỉnh Quảng Bình, tỉnh Quảng Trị và tỉnh Thừa Thiên Huế. Theo đó, xã Lộc Vĩnh thuộc huyện Phú Lộc, tỉnh Thừa Thiên Huế.
Ngày 11 tháng 12 năm 2015, HĐND tỉnh Thừa Thiên Huế ban hành Nghị quyết số 09/NQ-HĐND về việc:
- Sáp nhập thôn Cù Dù vào thôn Cảnh Dương.
- Thành lập thôn Phú Hải trên cơ sở thôn Phú Hải 1 và thôn Phú Hải 2.

Ngày 6 tháng 2 năm 2020, HĐND tỉnh Thừa Thiên Huế ban hành Nghị quyết số 05/NQ-HĐND về việc thành lập thôn Bình An trên cơ sở thôn Bình An 1 và thôn Đông An.
Ngày 30 tháng 11 năm 2024:
- Quốc hội ban hành Nghị quyết số 175/2024/QH15[7] về việc thành lập thành phố Huế trực thuộc trung ương trên cơ sở toàn bộ diện tích và dân số tỉnh Thừa Thiên Huế (nghị quyết có hiệu lực từ ngày 1 tháng 1 năm 2025).
- Ủy ban Thường vụ Quốc hội ban hành Nghị quyết số 1314/NQ-UBTVQH15[8] về việc sắp xếp đơn vị hành chính cấp huyện, cấp xã của thành phố Huế giai đoạn 2023 – 2025 (nghị quyết có hiệu lực từ ngày 1 tháng 1 năm 2025). Theo đó, xã Lộc Vĩnh thuộc huyện Phú Lộc, thành phố Huế.